# Erica Fontes
Erica Fontes (Lisbona, 14 maggio 1991) è un'attrice pornografica portoghese, vincitrice nel 2013 del premio XBIZ come miglior attrice straniera dell'anno.